# Guthirt (Ostermundigen)

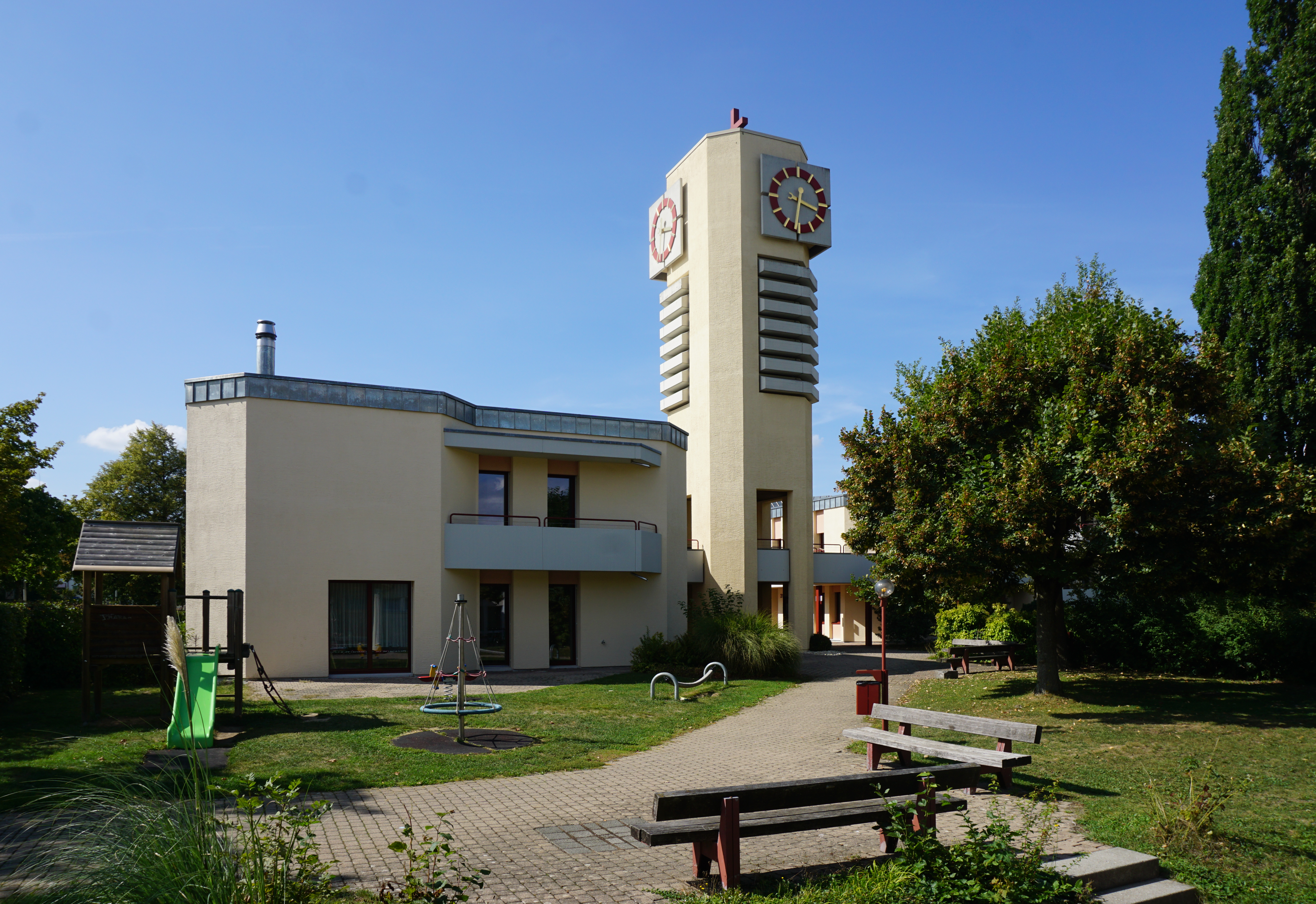
Turm der Guthirt-Kirche und Pfarrhaus; der Kirchenraum ist rechts im Hintergrund verdeckt.

Die Kirche Guthirt ist die zweite römisch-katholische Pfarrkirche in Ostermundigen in der Pastoralregion Bern. Ein erster Gottesdienstbau wurde 1937 erstellt und 1986 der Spaniermission übergeben. Die heutige Kirche wurde am 1. September 1985 geweiht.

## Geschichte und Pfarreistruktur
Eine eigene katholische Gemeinde entstand 1929 mit der Gründung eines Familienvereins und einem ersten Gottesdienst im Schulhaus an der Bernstrasse. Daraus entwickelte sich über die Jahre die heutige Pfarrei, die allerdings erst 1967 als Kirchgemeinde anerkannt wurde. Als erster Pfarrer zog Emil Hänggi in das 1942 neu gebaute Pfarrhaus. Die Pfarrei erstreckte sich von Bern über das Worblental bis nach Worb. Das Pfarreirektorat St. Martin Worb wurde 1998 zur eigenen Pfarrei abgetrennt. In Ittigen entstand 1980 im neugebauten Ökumenischen Zentrum die Kirche Peter und Paul als Filiale der Pfarrei Guthirt. Zur Guthirt-Pfarrei gehören jetzt neben der Einwohnergemeinde Ostermundigen das Stadtgebiet angrenzend an die Kirchgemeinden St. Marien und Bruder Klaus, die Einwohnergemeinden Bolligen und Ittigen, ohne das zur Kirchgemeinde Heiligkreuz gehörende Gebiet Worblaufen, sowie die Einwohnergemeinde Stettlen.

### Erste Kirche

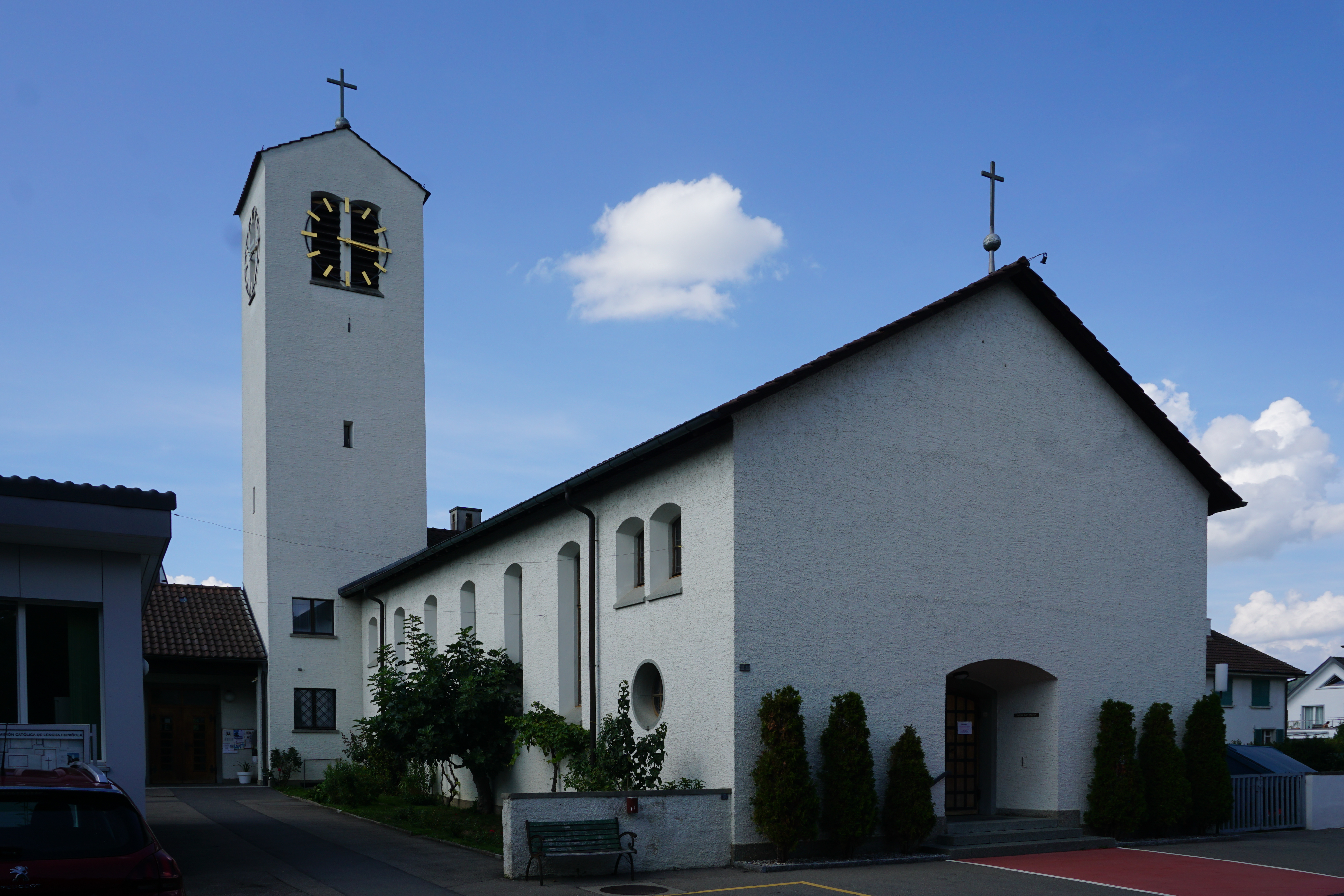
Erste Guthirt-Kirche

Mit der wachsenden Einwohnerzahl der Viertelsgemeinde Ostermundigen entstand auch der Wunsch nach eigenen Kirchen. Noch vor der 1939 gebauten Kirche der evangelisch-reformierten Kirchgemeinde, wurde die römisch-katholische Kirche Guthirt an der Sophiestrasse am 17. Oktober 1937 eingeweiht. Nach über vierzig Jahren beschloss man diese zu klein und unmodern gewordene Kirche zu ersetzen. Die Mission der spanischsprachigen Katholiken übernahm 1958 die Kirche unter dem gleichen Namen El buen Pastor.

### Zweite Kirche
1984 wurde der Grundstein für die neue Kirche an der Oberen Zollgasse 31 gelegt. Nach Plänen der Architekten Charles Nauer und Kurt Scheurer wurde in einjähriger Bauzeit ein Kirchenzentrum für die neuen Bedürfnisse der Pfarrgemeinde gebaut.

## Baubeschreibung
Der das ganze Grundstück optimal ausnützender Bau mit Flachdach, in dessen nordwestlicher Ecke sich die Kirche befindet, ordnet sich in die Baustruktur der Umgebung unspektakulär ein. Von der Strasse abgewandt, mit vorgelagerter Grünfläche, öffnet sich hinter der Galerie des Glockenturms ein vieleckiger Hof. In dessen Mittelfront befindet sich der Eingang zur Kirche und zu den Pfarreiräumen und seitwärts sind Wohnbauten angeschlossen.

### Innenraum und künstlerische Ausstattung

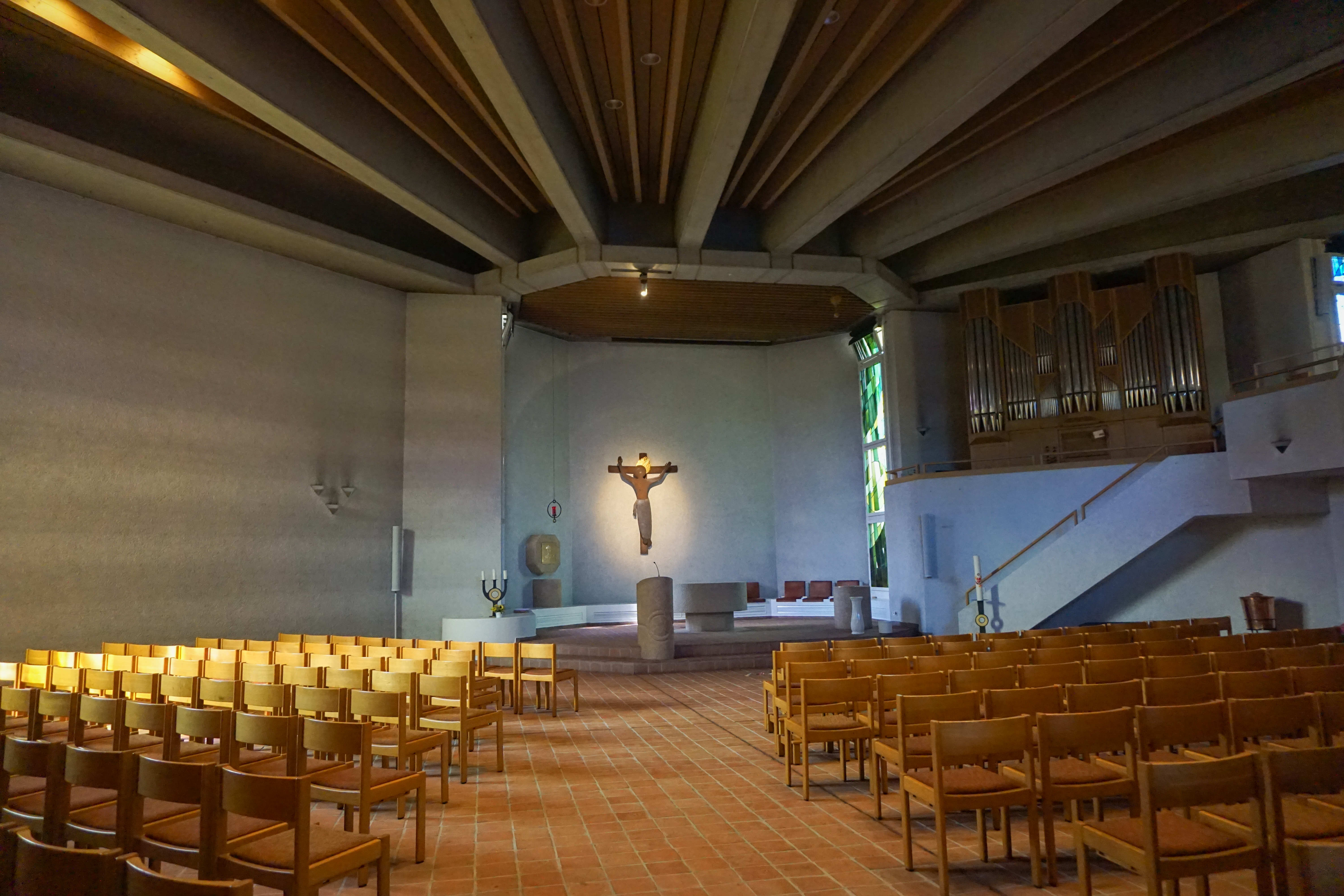
Guthirt innen (1)

Vom umlaufenden Korridor gelangt man sowohl in den durch Schiebewände abgetrennten Gemeindesaal, als auch durch den Seitengang zum zweiten Ausgang und in der Mitte in den Kirchenraum. Unter der mit zwei beidseitigen Treppen erschlossenen Empore gelangen die Besucher über den diagonalen Mittelgang zum Altar. Anstelle von festen Bänken sind variable Stuhlreihen aufgestellt. Der eingezogene oktogonale Chorraum in der nördlichen Raumecke erhält von den raumhohen Glasfenstern beidseitig Tageslicht. Mit runden und ovalen, zylindrischen Steinblöcken gestaltete die Künstlerin Heidi Locher den Altar und den Ambo sowie den Tabernakelsockel und ausserdem die Reliefskulptur im Eingangsbereich der Kirche. Die sieben farbigen Glasfenster hat Heidi Reich (* 1940) geschaffen. In einer Nische unter der Empore ist als Marienandachtsbild eine Pietà-Statue aufgestellt. Von dem abgewinkelten Betonanker über der Chorschranke tragen fächerförmig angeordnete Betonträger die ebenfalls fächerartig abgestützte Holzdecke.

### Turm und Glocken
Die drei Glocken im freistehenden Glockenturm sind nach dem Motiv Gloria auf d′ – e′ – g′ gestimmt. Hinter der Lamellenverkleidung hängen:
- Guthirtglocke, Schlagton d′, Gewicht 1450 kg, Inschrift «Ich bin der gute Hirte, die Schafe hören meine Stimme» (auf Lateinisch wie auch bei den beiden anderen Glocken)
- Marienglocke, Schlagton e′, Gewicht 1135 kg, Inschrift «Unter deinen Schutz und Schirm fliehen wir, heilige Gottesgebärerin»
- Laurentiusglocke, Schlagton g′, Gewicht 668 kg, Inschrift «Heiliger Laurentius, Märtyrer für Christus, lege Fürsprache ein, bitte für uns»

Die zwei kleineren Glocken stammen von 1887, die grosse ist ein Neuguss. Eine mechanische Turmuhr mit vier Zifferblättern steuert das Geläute.

### Orgel

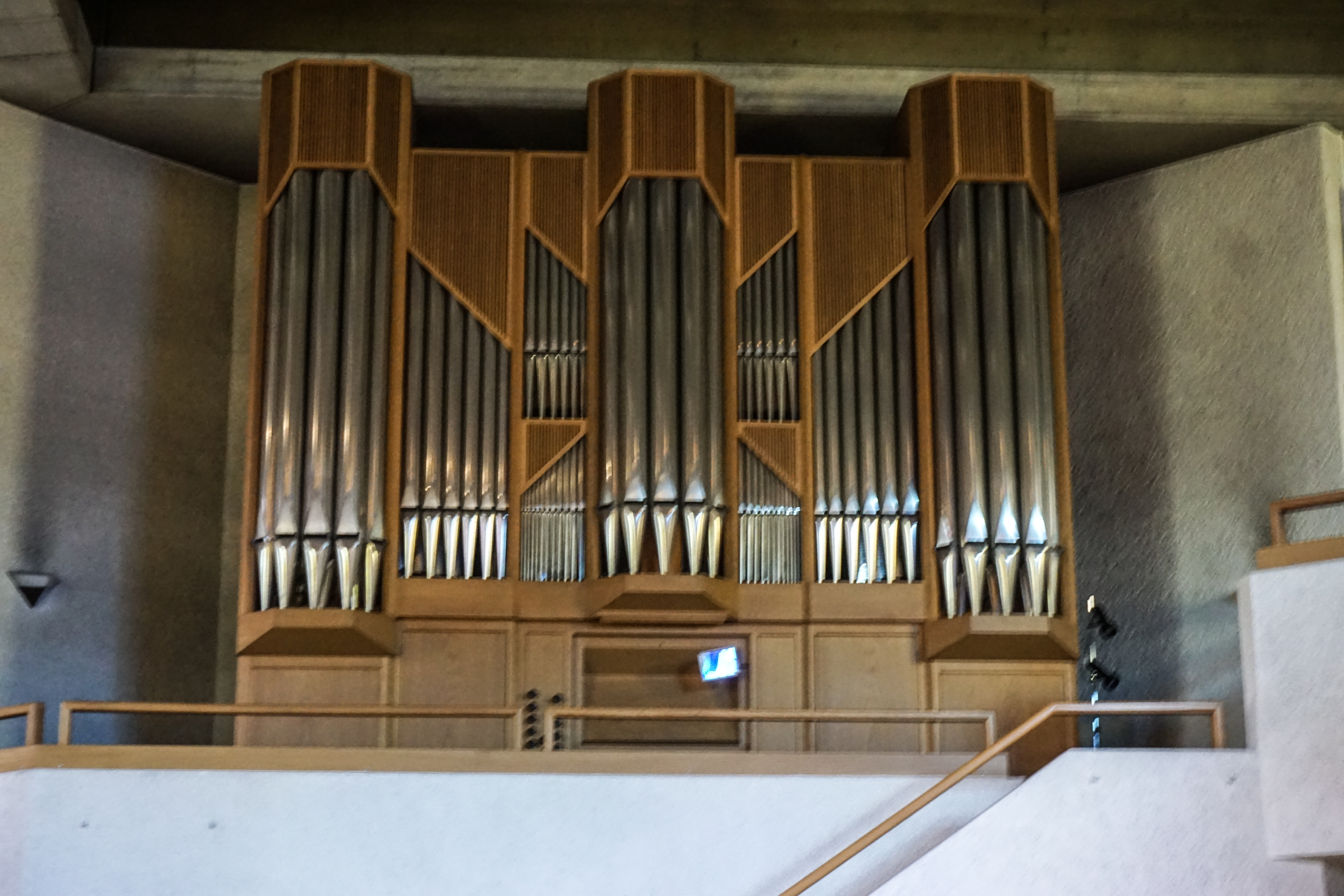
Empore und Orgel

1987 wurde die Orgel durch Orgelbau Kuhn, Männedorf, mit 18 Registern und 1 Vorabzug auf 2 Manualen und Pedal gebaut. Sie hat eine mechanische Traktur, mechanische Registrierung und Schleifladen.
| I Hauptwerk C–g3 |       |
| Principal        | 8′    |
| Rohrflöte        | 8′    |
| Octave           | 4′    |
| Spitzflöte       | 4′    |
| Superoktave      | 2′    |
| Mixtur IV        | 1 ⁄3′ |
| Trompete         | 8′    |
| Tremulant        |       |

| II Positiv(schwellbar) C–g3 |              |
| Gedackt                     | 8′           |
| Salicet                     | 8′           |
| Prinzipal                   | 4′           |
| Koppelflöte                 | 4′           |
| Flageolet                   | 2′           |
| Sesquialter II              | 2 ⁄3′+1 3⁄5′ |
| Vorabzug                    | 2 ⁄3′        |
| Scharff III                 | 1′           |

| Pedal C–f1 |     |
| Subbass    | 16′ |
| Flötbass   | 8′  |
| Choralbass | 4′  |
| Fagott     | 16′ |

- Koppeln: II/I, I/P, II/P